# Gefecht von Isurava
Buna-Gona –
Kokoda –
Isurava –
Eora Creek I –
Mission Ridge/Brigade Hill –
Ioribaiwa –
Eora Creek II –
Oivi–Gorari –
Buna-Gona-Sanananda
Das Gefecht von Isurava fand vom 26. bis zum 31. August 1942 im Territoriun Papua statt. Es war ein Teil der Kokoda-Track-Kampagne, in der australische Truppen unterstützt von den USA gegen japanische Streitkräfte der Südseeabteilung unter Generalmajor Horii Tomitarō kämpften. Die japanischen Truppen waren Mitte Juli 1942 bei Buna und Gona im damaligen britischen Territorium Papua (heute Papua-Neuguinea) mit dem Ziel gelandet, die Hafenstadt Port Moresby an der Südküste auf dem Landweg zu erobern (→ Operation RI).
Mehrere kleine Gefechte wurden im Norden von Kokoda geführt, bis der Ort selbst zum Schauplatz von Kämpfen wurde. Die australische 'Maroubra Force' kämpfte, um den japanischen Vormarsch Ende Juli bis Anfang August zu verzögern. Nach weiteren Kämpfen um Deniki zogen die Australier sich nach Isurava zurück, wo die Maroubra Force durch zwei Bataillone der 21. Australischen Infanteriebrigade unter Brigadier Arnold Potts verstärkt wurde.
Das erste größere Gefecht gab es Ende August bei Isurava, als vier australische Infanteriebataillone eine etwa gleichstarke japanische Einheit abwehren wollten. Am Flüsschen Eora wurde gekämpft und auch bei dem Dorf Abuari. Nach Flankenangriffen der japanischen Truppen von Westen und nach heftigem japanischen Artilleriefeuer, das die Australier mangels eigener Artillerie nicht erwidern konnten, zogen sich die australischen Truppen nach vier Tagen des Abwehrkampfes zurück.

## Hintergrund

### Geographie

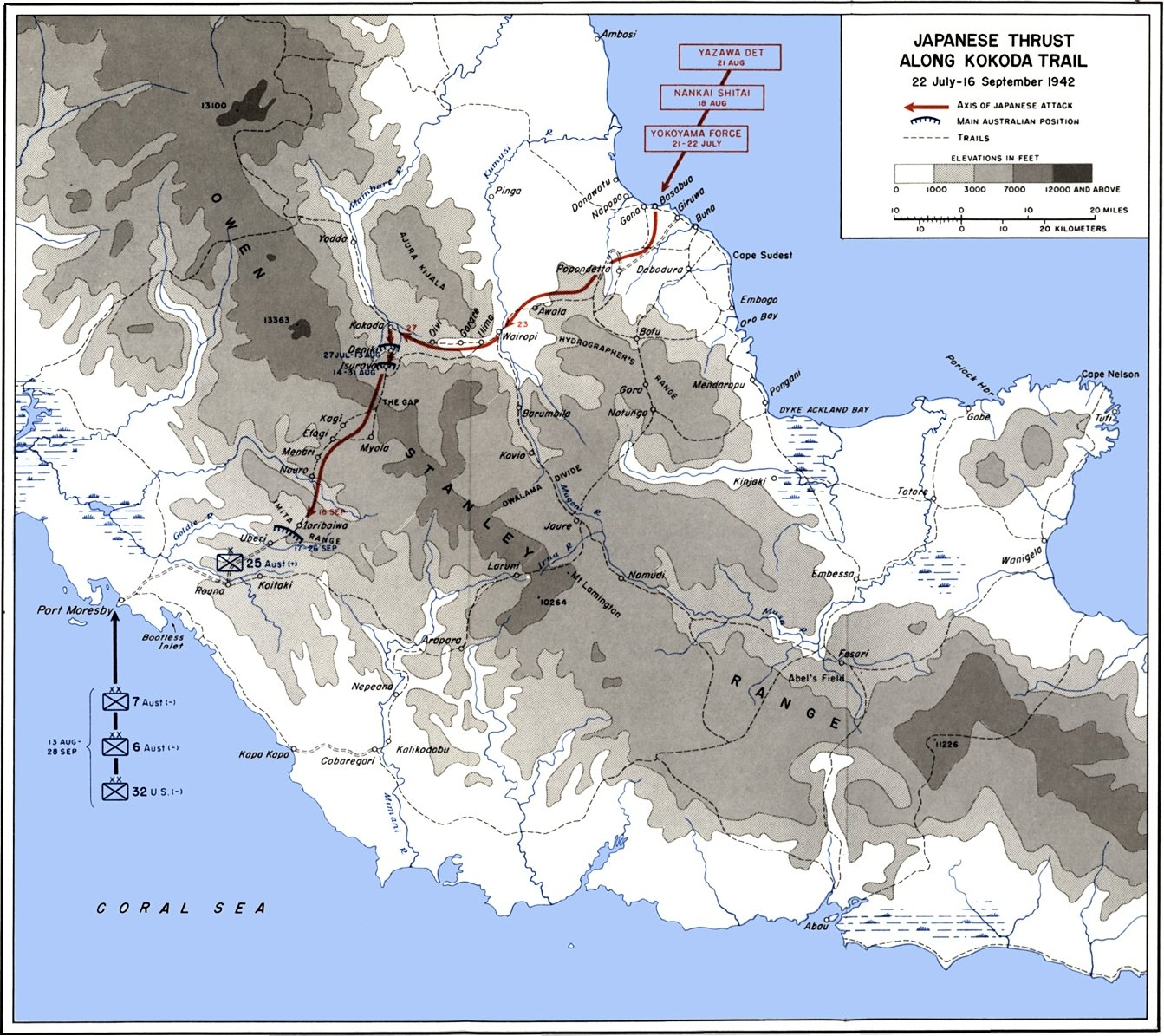
Karte des japanischen Vormarsches am Kokoda Track

Der Kokoda Track erstreckt sich über 96 Kilometer nördlich von Owers’ Corner bei der südlichen Küstenebene östlich von Port Moresby zum Dorf Kokoda durch die Landschaft, die früher 'The Gap' (die Lücke) genannt wurde. Kokoda befindet sich in den nördlichen Ausläufern des Owen-Stanley-Gebirges, das die zentrale Landmasse Neuguineas dominiert und die Nordküste von der Südküste trennt. 1942 stellte das steile Gelände beträchtliche Herausforderungen für militärische Operationen dar, und sowohl die Japaner als auch die Alliierten missverstanden seine Natur zum Zeitpunkt der frühen Kämpfe in Neuguinea. Für die japanische Seite, die über den 'Gap' nach vagen Berichten von Forschern wusste, eröffnete es möglicherweise einen Korridor von Buna durch das Owen-Stanley-Gebirge für einen schnellen Vormarsch nach Port Moresby. Im Gegensatz dazu hielten die Alliierten den Gap für einen engen, nahezu unpassierbaren Pfad, der auch mit eingeschränkten Kräften verteidigt werden konnte. Das Gelände steigt und fällt regelmäßig bis zu 2.200 Meter über die gesamte Länge der Strecke auf und ab, was die zu durchquerende Entfernung deutlich verlängert, obwohl es mehrere flache Gebiete gibt, insbesondere um Myola. Die Vegetation besteht hauptsächlich aus dichtem Dschungel und das Klima ist heiß und feucht, obwohl es auf den Höhen kalt ist. Um Kokoda und den nördlichen Stränden senkt sich das Gebiet bis auf Meereshöhe, ist sumpfig und malariaverseucht.

### Strategische Situation
Für beide Seiten war Port Moresby strategisch wichtig. Für die japanische Seite als vorgeschobene Basis für weitere Operationen und für die Alliierten, um eben solche Operationen zu verhindern. Nach dem Scheitern eines seegestützten Angriffs der Japaner auf Port Moresby nach der Schlacht im Korallenmeer im Mai 1942 und den schweren Verlusten während der Schlacht um Midway, war geplant, die Stadt über Land von der Nordküste aus über das Owen-Stanley-Gebirge entlang des Kokoda Tracks zu erobern. Am 21. Juli 1942 landeten japanische Kräfte bei Buna und Gona an der Nordküste. Die japanischen Truppen kamen von Rabaul und bestanden hauptsächlich aus dem 15. Pionierregiment unter Oberst Yokoyama Yosuke und gingen ungehindert an Land, weil nur sehr wenig australische Truppen dort stationiert waren. Kurz darauf landete als Unterstützung ein Teil des 1. Bataillons des 144. Infanterieregiments der japanischen Armee und rückte in Richtung Oivi mit Kraftfahrzeugen und Fahrrädern vor. Sie sollten den Weg über das Gebirge vor den Hauptstreitkräften, Generalmajor Horii Tomitarōs Südseeabteilung, erkunden.

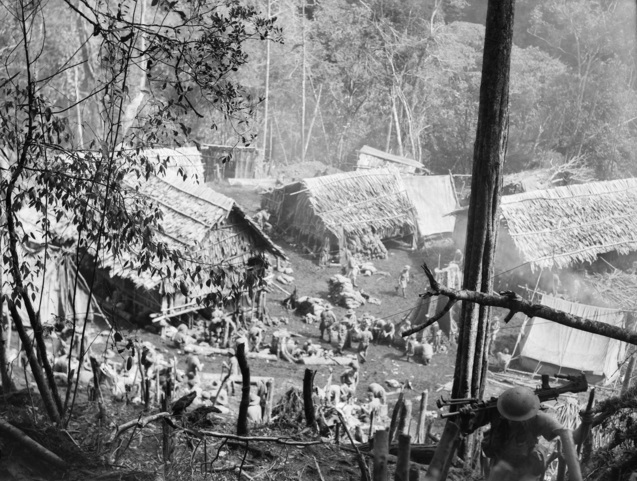
Das Dorf Eora im August 1942

Nach der Landung gab es kleine Scharmützel rund um Awala und Giruwa zwischen den vorderen Elementen der gelandeten japanischen Truppen und kleinen Gruppen von Australiern und Streitkräften vom 'Papuan Infantry Battalion'. Trotzdem begannen die japanischen Streitkräfte ihren Vormarsch auf ihr Ziel an der Südküste. Inzwischen hatten auch die Australier begrenzte Kräfte nördlich von Port Moresby stationiert, um den japanischen Vormarsch so lange aufzuhalten, bis Verstärkung an die Front gebracht werden konnte. Die australischen Bemühungen wurden dadurch behindert, dass nicht genügend Vorräte an Verpflegung und Munition vorhanden waren und dass auch die Kapazitäten der Häfen nicht ausreichten. Dadurch wurde der Transfer der 'Second Australian Imperial Force' (2nd AIF), die aus dem Mittleren Osten nach Australien gebracht worden war, erschwert. Als die Logistikressourcen Mitte August verfügbar waren, konnten die ersten Truppen der 2nd AIF nach Port Moresby und zur Milne-Bucht gebracht werden. In der Zwischenzeit begannen US-Pioniere und Serviceeinheiten wichtige Arbeiten an Flugplätzen und Häfen durchzuführen, um die Effektivität des alliierten Versorgungssystems zu verbessern. Trotzdem blieb ein Mangel an Nachschub während der gesamten Kampagne ein Problem, denn der Transport mit einheimischen Trägern war problematisch und der Lufttransport war weniger effektiv als gedacht.
Während des Rückzuges führten die Australier und die Papuas einige Rückzugsgefechte am Kumusi, bei Gorari, Oivi und Deniki und schließlich bei Kokoda, wo eine kleine Truppe versuchte, den Flugplatz zu halten. Am 14. August zogen sich die Australier nach Isurava zurück. In der folgenden Kampfpause landete die Hauptmacht von Generalmajor Horiis Südseeabteilung an der Nordküste.
Am 7. August 1942 landeten amerikanische Streitkräfte auf Guadalcanal, der nördlichsten Insel der Salomonen. Um diesen Angriff abzuwehren, wurde neben Seestreitkräften auch ein Teil des 42. Infanterieregimentes der japanischen Armee, die eigentlich die Kräfte von Generalmajor Horii verstärken sollten, nach Guadalcanal umgeleitet. Die Aufmerksamkeit der japanischen Führung wandte sich dem Kampf gegen die Amerikaner auf den Salomonen zu. Die Landung auf Guadalcanal veranlasste General Hyakutake Seikichi, Kommandeur der 17. Japanischen Armee in Rabaul dazu, den Angriff auf Port Moresby noch einmal zu überdenken. Es wurde klar, dass mehr Nachschub dafür benötigt werden würde, um wie geplant im August bei der Milne-Bucht zu landen. Am 16. August wurde der Plan, Port Moresby zu erobern, aufgeschoben, bis die Milne-Bucht erobert war. Konsequenterweise erhielt Generalmajor Horii den Befehl, sich mit seinen Truppen an einem geeigneten Ort südlich des Owen-Stanley-Gebirges zu positionieren, um Port Moresby zu erobern, sobald die strategische Situation auf den Salomonen wieder zugunsten Japans gelöst worden war.

### Gegnerische Kräfte

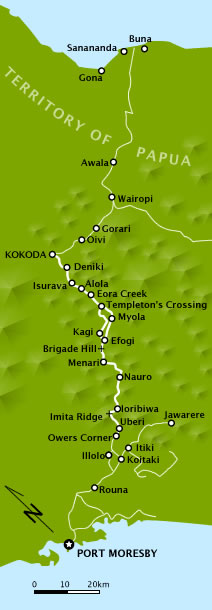
Der Kokoda Track

Der Oberbefehlshaber der australischen und der verbündeten Streitkräfte, Brigadier Potts, befehligte Mitte August außer der Maroubra Force das 39. Infanteriebataillon unter Oberstleutnant Honner und zwei Bataillone der 21. Infanteriebrigade vom 2nd AIF. Die Soldaten der 21. Infanteriebrigade waren Veteranen, die vorher allerdings im Mittleren Osten, in Syrien und nicht im Dschungel gekämpft hatten. Trotz der Dringlichkeit kamen die beiden AIF-Bataillone erst bei Isurava an, als das Gefecht schon begonnen hatte. An den vorderen australischen Positionen angekommen, wurde Potts befohlen, Kokoda zurückzuerobern. Allerdings war die japanische Streitmacht immerhin etwa so groß, wie die australische und wegen der Versorgungsprobleme auf australischer Seite wurde der Angriff abgesagt und Potts sollte nur seine Stellung bei Isurava halten und den japanischen Vormarsch nach Port Moresby aufhalten.
Insgesamt waren auf australischer Seite 2.292 Soldaten vorhanden, inklusive der Truppen vom 53. Bataillon, die im Hinterland von Isurava stationiert waren und auch inklusive der Ambulanzen und der Papuanischen Polizei. Die Soldaten erlebten die Belastung des Dschungelkrieges: eingeschränkte Rationen und unzureichende Ausrüstung. Raue Bedingungen und körperliche Anstrengung begannen, die Kräfte der australischen Truppen zu schwächen, und Krankheitsfälle verringerten ihre Kampfkraft in dem Gelände, das sie verteidigen sollten. Weil es zu schwierig war, sie über den Pfad an die Front zu bringen, war die geringe Anzahl von Geschützen auf australischer Seite um Port Moresby herum konzentriert und die australischen Verteidiger waren ohne jede Artillerieunterstützung. Alles was sie hatten, war ein 7,62-cm-Mörser, der am 27. August aus der Luft abgeworfen worden war.
Auf japanischer Seite standen vier Infanteriebataillone unter dem Befehl von Generalmajor Horii. Drei von ihnen waren vom 144. Infanterieregiment, welches seit Beginn der Auseinandersetzungen gekämpft hatte und eins vom 41. Infanterieregiment, das als Verstärkung gekommen war. Unterstützt wurden sie von einem Pionierregiment und einem Bataillon Gebirgsartillerie mit sechs Geschützen, zwei 7,5-cm-Kanonen, zwei 3,7-cm-Geschützen und zwei 7-cm-Geschützen. Diese waren allerdings nicht von Beginn des Gefechtes an verfügbar. Schätzungen beziffern die japanische Stärke auf rund 3.000 oder 3.500 Mann. Von ihnen waren nur 2.130 in das Gefecht verwickelt.
Die Hauptmacht war zwischen dem 19. und 21. August bei Giruawa gelandet und musste einen 120 km langen Fußmarsch absolvieren, bei dem die Soldaten zusätzliches Gepäck tragen mussten, um die Probleme bei der Versorgung und beim Nachschub zu verringern, die auch auf japanischer Seite aufgetreten waren. Durch die Hitze, die schweren Lasten und die Entfernung kamen sehr viele Soldaten und viele Geschütze nicht rechtzeitig zum Gefecht bei Isurava an und fehlten den japanischen Streitkräften für den Angriff. Generalmajor Horii plante einen Zangenangriff. Er plante die drei Bataillone des 144. einzusetzen, während das einzelne Bataillon des 41. Infanterieregiments in Reserve blieb. Diese Reserve sollte später verwendet werden, um die sich zurückziehenden Australier zu verfolgen, wurde aber letztendlich in der Endphase der Schlacht in einem erfolglosen Flankenmanöver eingesetzt.
Die australischen Kräfte erlebten ihre eigenen Versorgungsprobleme. Um sich für einen Gegenangriff bereit zu machen, benötigten sie einen Materialvorrat in den frontnahen Bereichen. Um die Belastung ihrer eingeborenen Träger zu senken, gingen die Alliierten zur Versorgung durch die Luft über, eine Technik, die noch in den Kinderschuhen steckte. Der Verlust von Kokoda hatte sie eines vorderen Flugplatzes beraubt, aber bis zu einem gewissen Grad konnten sie es dadurch ausgleichen, dass sie eine Abwurfzone für die US-Luftwaffe bei dem ausgetrockneten See bei Myola schufen. Allerdings gab es große Probleme bei der Versorgung durch die Luft wegen fehlender Erfahrung in der Ausführung. Nur einige Lieferungen wurden mit dem Fallschirm abgeworfen, während der Rest direkt abgeworfen wurde. Unweigerlich fielen einige Vorräte nicht in den vorgesehenen Abwurfzonen, andere waren aufgrund unzureichender Verpackung beschädigt. Darüber hinaus führten schlechte Arbeit und Unaufmerksamkeit des Personals dazu, dass weniger Vorräte in der Abwurfzone gesammelt werden konnten, als Potts versprochen hatte. Das alles hatte zur Folge, dass die Ausrüstung an der Front mangelhaft war.

## Das Gefecht

### Der japanische Angriff

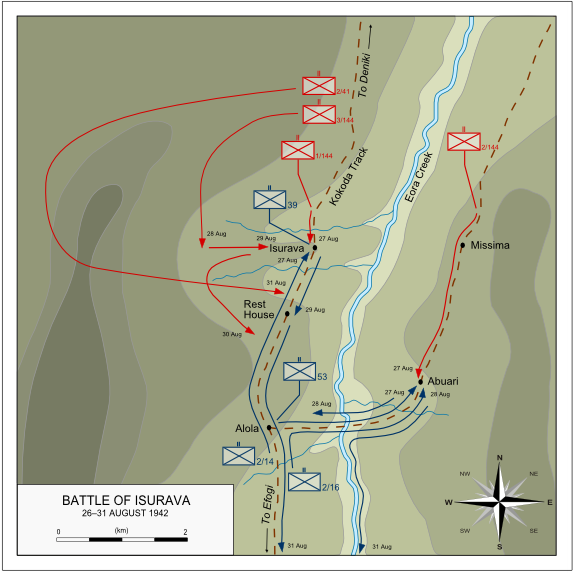
Das Gefecht von Isurava vom 26.–31. August 1942

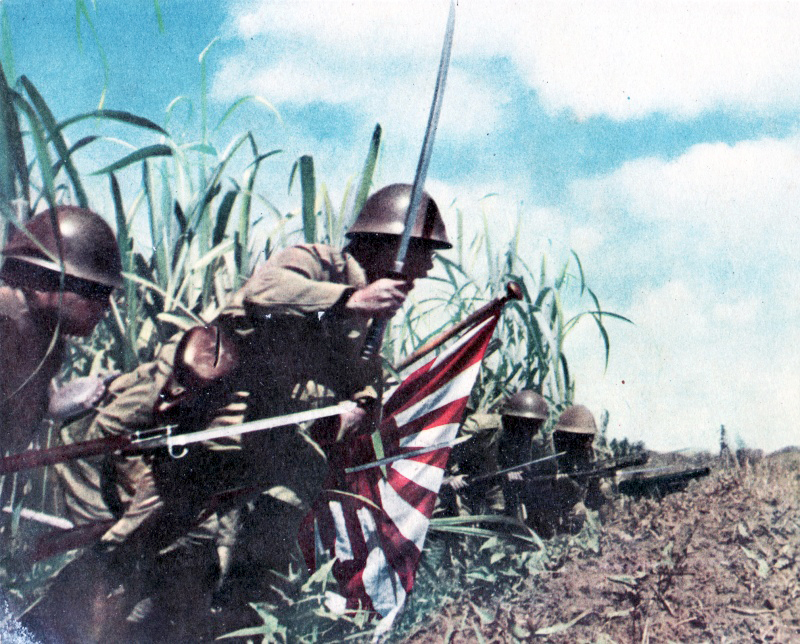
Oberstleutnant Tsukamoto Hatsuo bei Isurava

In der ursprünglichen australischen Aufstellung war das erschöpfte 39. Bataillon quer über dem Pfad in verschanzten Gebieten im Norden und im Süden zwischen den Bächen, die in den Bach Eora flossen, verteilt. Da die Truppen der 39. den größten Teil ihres Schanzzeuges beim Rückzug aus Deniki hatte zurücklassen müssen, waren sie gezwungen, sich mit allem einzugraben, was sie zur Hand hatten, einschließlich Stahlhelmen und Bajonetten. Das 53. Infanteriebataillon hatte seine Stellungen mehr im Hinterland bei Alola, wo sich auch das Hauptquartier von Potts befand. Ein Beobachtungsposten war auf der Kammlinie bei Isurava. Am 24. und 25. August rückten die japanischen Streitkräfte vor und Patrouillen des 53. Bataillons trafen mit japanischen Soldaten vor Isurava und auf der anderen Seite des Eora Creeks um Missima zusammen. Am Mittag des 26. August begann der japanische Angriff mit einem Beschuss durch die sechs japanischen Geschütze. Die japanische Taktik war, die australischen Truppen durch einen Frontalangriff zu binden und gleichzeitig zu versuchen, sie an den Flanken zu umgehen und sie von hinten anzugreifen. Die drei angreifenden japanischen Bataillone des 144. Infanterieregiments standen unter dem Befehl von Oberstleutnant Tsukamoto Hatsuo, Major Horie Tadashi und Oberstleutnant Kuwada Genichiro.
Entlang des Kammes bei Isurava konnten die australischen Truppen ihre Stellungen behaupten, allerdings wurden die Positionen des 53. Bataillons bei Missima zerstört, der Ort genommen und damit der Weg in den Rücken der Australier geöffnet. Oberstleutnant Kenneth Ward, Kommandeur des 53. Bataillons sandte eine Kompanie zur Verstärkung nach Abuari. Brigadegeneral Potts fordert auch Verstärkungen von Port Moresby an, was allerdings abgelehnt wurde, weil man sich dort Sorgen um die Lage an der Milne-Bucht machte. Allerdings versäumten die japanischen Truppen, die australische Verteidigungsstellung völlig zu zerstören, denn auch sie waren erschöpft, weil sie seit ihrer Landung keine Pause gehabt hatten. Außerdem nahmen die japanischen Kommandeure an, der Weg nach Süden sei stärker verteidigt als er es tatsächlich war.
Am 27. August begannen die japanischen Truppen die Verteidiger, die sich an der Hauptverteidigungslinie eingegrabenen hatten, auf dem Kamm bei Isurava anzugreifen. Das war der Beginn von schweren Kämpfen an den vier folgenden Tagen. Die Australier verteidigten sich so gut sie konnten. Die Feuchtigkeit und physische Erschöpfung der japanischen Truppen machten sich bemerkbar. Trotzdem wurde der Angriff wieder aufgenommen und während eines Regengusses suchten japanische Truppen nach einer schwachen Stelle in der australischen Verteidigung.
An den drei folgenden Tagen gingen die Kämpfe sowohl im Zentrum, als auch an beiden Flanken der australischen Position weiter. Beide Seiten hatten Verstärkungen an die Front gebracht und Generalmajor Horii sandte einen Großteil des 3. Bataillons in einem weiten Bogen nach Westen, um die australische Position zu umgehen, aber in dem dichten Dschungel verloren die japanischen Soldaten die Richtung. Als der erwartete Angriff ausblieb, sandte Horii das 2. Bataillon in einem noch weiteren Bogen nach Westen, aber auch dieses Bataillon verlief sich und bekam erst wieder Kontakt mit der japanischen Hauptstreitmacht, als das Gefecht vorüber war, und hatte nicht einen Schuss abgefeuert. Dann, nach einem weiteren Angriff, unterstützt von Mörserfeuer und Maschinengewehren von den Höhen beiderseits der australischen Stellungen, begann der australische Verteidigungsbereich zu schrumpfen, weil es für die Soldaten keine Möglichkeit gab, das Feuer ausreichend zu erwidern.

### Der australische Rückzug
Obwohl die australischen Stellungen auf dem östlichen Teil des Pfades gehalten werden konnten, wurde die Stellung um Isurava unhaltbar, und der kommandierende Offizier der australischen Truppen, Oberstleutnant Key, bat um Erlaubnis, sich zum Rasthaus von Isurava etwa einen Kilometer zurückzuziehen. Die Erlaubnis wurde erteilt und am 30. August in der Frühe war der Rückzug erfolgt und die Verteidiger gruben sich an der neuen Position ein. Als die Japaner mehr Artillerie an die Front brachten, beschossen sie das Rasthaus von Isurava und außerdem wurde die neue australische Stellung von japanischer Infanterie unter Feuer genommen. Jetzt tauchte das 3. japanische Bataillon aus dem dichten Buschwerk auf und griff die australische Flanke an. Es kam zum Handgemenge und Nahkämpfen. Als die australischen Verluste zunahmen und die Munition zur Neige ging, kamen die Japaner einem Durchbruch nahe. Horii hatte nun mehrere Kompanien an den Flanken und nahe dem Rücken des 2. und 39. australischen Bataillons und drohte mit Einkreisung. Infolgedessen entschied Potts am späten 30. August, dass seine gesamte Einheit vernichtet werden würde, wenn er an Ort und Stelle bliebe und befahl einen Rückzug südlich von Alola in Richtung des Dorfes Eora.

## Nachspiel

### Nachfolgende Operationen
Als sich die Australier nach der Schlacht in Richtung Eora Creek zurückzogen, stießen die Japaner über den Kamm südlich des Isurava-Rasthauses vor und besetzten dann Alola. Dort erbeuteten sie eine große Menge Munition und Granaten sowie Lebensmittelrationen, freudig begrüßt von den Truppen, die nun aufgrund einer bereits angespannten Versorgungslage auf japanischer Seite unter Hunger litten. Am 28. August hatte Horii den Befehl erhalten, eine vorgeschobene Position südlich der Owen Stanleys zu sichern, aber den Großteil seiner Streitkräfte im Norden zu halten, bis die Situation um Guadalcanal positiv für die japanische Seite gelöst sein würde.
Während der Kämpfe bei Isurava begann die japanische Armee einen Angriff auf die Milne-Bucht als weiteren seegestützten Angriff auf Port Moresby. Dieser Angriff wurde von den alliierten Streitkräften abgewehrt, und auch die Lage auf Guadalcanal wandte sich nicht zum Vorteil Japans. Am 8. September wurde ein Befehl an Horii gesendet, in die Defensive zu wechseln und sich nach Kokoda zurückzuziehen. Es ist nicht sicher, dass dieser Befehl bei Generalmajor Horii ankam, denn er handelte nicht danach. Trotz der langen Versorgungsstrecke und schmalen Rationen setzte Horii die Offensive fort und es kam zum Gefecht von Ioribaiwa etwa 40 km vor Port Moresby von wo aus sich die australischen Truppen bis auf den Imita Rücken zurückzogen. Erst danach stoppte Horii seine Angriffe und zog sich nach Norden zurück, um seine Front zu verkürzen und die Versorgung seiner Truppen zu verbessern. Am 23. September befahl die 17. Japanische Armee den Rückzug auf die Brückenköpfe bei Buna.